# El pueblo español tiene un camino que conduce a una estrella
El pueblo español tiene un camino que conduce a una estrella era una escultura de Alberto Sánchez Pérez, y su obra más emblemática, que fue expuesta en el exterior del Pabellón de la República Española en 1937.

## Historia

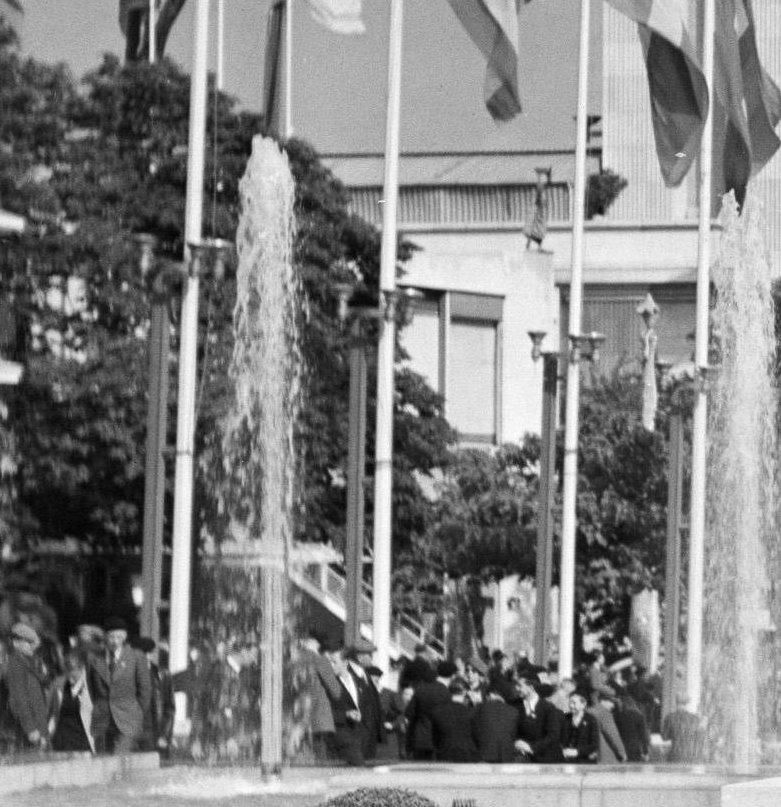
Pabellón de la República Española en París. A la derecha de la imagen se puede apreciar la escultura.

En 1937, a un año de iniciada la Guerra civil española, el gobierno republicano encarga a Alberto una escultura que de la bienvenida a los visitantes del Pabellón español en la Exposición Internacional que se celebraría en París. Una vez concluido el evento todos los pabellones se desmantelaron, incluido el español, y la escultura desapareció.

## Descripción
La escultura era una estructura en columna de 12,5 metros de altura, de cemento y bronce.
El artista concibió su obra como una estructura orgánica totémica que brotase del suelo y que se elevase hasta alcanzar una estrella roja, representación del socialismo. Antes de alcanzar la cima, se aprecia en un lateral una paloma posada. Esta interpretación es reforzada por el título de la obra.

## Réplicas
Existe un réplica de 18,7 metros y siete toneladas de peso en el exterior de la entrada principal del Museo Reina Sofía de Madrid realizada en cemento por el valenciano Jorge Ballester e instalada en 2001 con motivo de una exposición temporal sobre Alberto.
Además de la copia madrileña, se puede encontrar otra, a escala reducida, en la Plaza de Barrio Nuevo en Toledo realizada en 1991 por G. Cruz Marcos y F. Villamor. Además existen dos maquetas depositadas en el Reina Sofía, una de yeso de 184,5 cm de altura, otra y de madera de cedro de 38,8 cm descubierta en 2007 y propiedad de la familia Miró; y una tercera en escayola de 20,2 cm. en el Museo de Santa Cruz de Toledo.